# Talcha
Talcha (arabisch طلخا, DMG Ṭalḫā) ist eine Stadt  in Ägypten innerhalb des Gouvernement ad-Daqahliyya mit ca. 103.000 Einwohnern. Die Stadt liegt gegenüber der Stadt al-Mansura im Nildelta und bildet mit ihr eine Agglomeration.

## Bevölkerungsentwicklung
| Zensusjahr | Einwohnerzahl |
| ---------- | ------------- |
| 1996       | 66.310        |
| 2006       | 78.281        |
| 2018       | 103.471       |